# Maurice Bardet
Ne doit pas être confondu avec Maurice Bardèche.
Maurice Bardet, né le 21 juin 1903 à Paris et décédé le 25 juillet 1989 à Ploemeur, est un homme politique français.